# اسماء (قابله)
اسماء دختر ام عمرو، زنی بود که در صدر اسلام به شغل قابلگی مشغول بود. وی از جمله کسانی است که در تحقیق ثابت بن ارطات درباره عایشه به وی اطلاعاتی (درباره کودکی عایشه) می‌دهد.